# هيدي هولينغر
هيدي هولينغر هي مصورة كندية، ولدت في 1968 في مونتريال في كندا.

## وصلات خارجية
- الموقع الرسمي
- هيدي هولينغر على موقع IMDb (الإنجليزية)